# 戸田弘
戸田 弘（とだ ひろむ、1914年4月9日 - 1980年3月25日）は、日本の裁判官。最高裁判所判事。愛媛県出身。

## 概要
1938年（昭和13年）に東京帝国大学法科を卒業。同年司法官試補となり、その後に東京や広島などに勤務。広島勤務時代には原爆投下に遭うも、直接被害を被らなかった。
1949年（昭和24年）に現行刑事訴訟法のスタートと共に荒しい時代の刑事裁判に取り組み、最高裁調査官、東京地裁判事等を務め、その後、司法研修所教官、浦和地裁所長、横浜地裁所長、大阪高裁判事、高松高裁長官、東京高裁長官等を歴任した。東京地裁八王子支部の裁判長時代には10年間も裁判記録がロッカーに埋もれていた八王子職安事件について「刑事訴追の利益がない」として公訴を棄却した（控訴審では破棄された）。
1969年（昭和44年）12月5日、東大安田講堂事件の判決公判では発言を求める弁護団全員を退廷させた上で、被告人9人を拘束し、警察機動隊を導入し、傍聴人数人を退廷させた上で判決を言い渡すなど強硬な態度を示した。
1978年（昭和53年）7月14日に最高裁判事に就任。
1980年（昭和55年）3月25日に東京都の日大板橋病院で急性白血病で最高裁判事現職のまま65歳で死去した。